# دمیتریفکا (شهرستان ایسیق‌آتا)
دمیتریفکا (به قرقیزی: Дмитриевка، دمىترىەۋكا) یک منطقهٔ مسکونی در قرقیزستان است که در شهرستان ایسیق‌آتا واقع شده‌است. دمیتریفکا ۳٬۵۳۷ نفر جمعیت دارد و ۷۳۶ متر بالاتر از سطح دریا واقع شده‌است.